# Гай Опий Сабин Юлий Непот Марк Вибий Солемнис Север
Гай Опий Сабин Юлий Непот Марк Вибий Солемнис Север (на латински: Gaius Oppius Sabinus Iulius Nepos Marcus Vibius Solemnis Severus) е политик и сенатор на Римската империя през 1 век.
Произлиза от плебейската фамилия Опии от Рим. Той е вероятно внук на Спурий Опий, суфектконсул през 43 г. Вероятно е син или племенник на Гай Опий Сабин, консул през 84 г., управител на Мизия през 85 г.